# Кристофферсен, Ханс Кристиан
Ханс Кристиан Кристофферсен (норв. Hans Christian Christoffersen, 9 октября 1882 — 3 марта 1966) — норвежский шахматист, национальный мастер.
Трехкратный чемпион Норвегии (1926, 1929 и 1936 годов).
Серебряный призёр чемпионата Норвегии 1924 года.
В составе сборной Норвегии — участник неофициальной и двух официальных шахматных олимпиад.
По профессии — фотограф.
Вместе с другим будущим чемпионом Норвегии А. Эриксеном в 1905 году основал шахматный клуб в Драммене.

## Спортивные результаты
| Год  | Город      | Соревнование                                                    | + | −  | = | Результат | Место |
| ---- | ---------- | --------------------------------------------------------------- | - | -- | - | --------- | ----- |
| 1912 | Стокгольм  | 8-й турнир северных стран (побочный турнир)                     |   |    |   | 8½ из 15  | 7     |
| 1924 | Кристиания | Чемпионат Норвегии                                              |   |    |   | 4 из 6    | 2—3   |
| 1926 | Берген     | Чемпионат Норвегии                                              |   |    |   |           | 1     |
| 1929 | Драммен    | Чемпионат Норвегии                                              |   |    |   |           | 1     |
| 1931 | Прага      | IV Олимпиада (сборная Норвегии, 1-я доска)                      | 1 | 12 | 1 | 1½ из 14  |       |
| 1936 | Осло       | Чемпионат Норвегии                                              |   |    |   |           | 1     |
|      | Мюнхен     | Неофициальная шахматная олимпиада (сборная Норвегии, 1-я доска) | 1 | 9  | 4 | 3 из 14   |       |
| 1937 | Стокгольм  | VII Олимпиада (сборная Норвегии, запасной)                      | 1 | 7  | 3 | 2½ из 11  |       |